# Coleophora salsolella
Coleophora salsolella é uma espécie de mariposa do gênero Coleophora pertencente à família Coleophoridae.